# UZB – Erös bis Duna
Die UZB – Erös bis Duna waren vier Schlepptenderlokomotiven der Ungarischen Zentralbahn (UZB) Österreich-Ungarns.
Mit diesen Lokomotiven hielten dreifach gekuppelte Maschinen Einzug im ungarischen Landesteil des damaligen Österreich-Ungarns.
Die vier Fahrzeuge wurden 1847 von der Lokomotivfabrik der WRB geliefert und erhielten die Namen ERÖS, ÉRSEK-UJVÁR, TISZA und DUNA.
Sie hatten Innenrahmen, außen situierte, horizontal angeordnete Zylinder und innen liegende Steuerung.
Die Leistung von 71 kW bei Kohlefeuerung ermöglichte noch in den 1860er-Jahren, 500 t schwere Güterzüge auf ebener Strecke mit 23 km/h zu befördern.
Als 1850 die UZB in der k.k. südöstlichen Staatsbahn (SöStB) aufging, bekamen die Loks die Betriebsnummern 57–60.
Als dann 1855 die SöStB an die Staats-Eisenbahn-Gesellschaft (StEG) verkauft wurde, erhielten die Maschinen zunächst die Betriebsnummern 300–303, ab 1873 dann 706–709 und die Reihenbezeichnung IVi.
Alle vier Lokomotiven wurden 1879 ausgemustert.